# Velia
Velia egy ókori antik város, mely napjainkban Ascea településhez tartozik (tőle pár km-re északnyugatra, a tengerpart közelében helyezkedik el), Olaszország Campania régiójában.  Görögök alapították Elea néven i. e. 540 körül. Az ókori városban élt a filozófus Parmenidész és eleai Zénón, akik az eleai filozófiai iskola alapítói voltak.
A romterületen megmaradtak a város falának, kapujának és számos vártornyának maradványai. A falak hosszúsága meghaladja az 5 km-t. A tornyokat, falakat a környéken bányászott mészkőből építették. Az eredeti kőfalak mellett a város egy későbbi periódusában téglafalakat is emeltek. Az ókori város számos kútja, ciszternája és egyéb épületének maradványa is látható.

## Története
Elea városát i. e. 540 körül alapították a phókaiai görög gyarmatosítók, akik a perzsa inváziótól menekülve hajóztak Ióniából Dél-Itáliába, ahol elfoglalták az oinotriaiak területét. Elea elsősorban befolyásos kereskedőosztályként jött létre, amely Kr. e. 4. században az italióták szövetségén belül a Siracusai háborúban vett részt. Az első pún háborúban Elea Róma szövetségese volt és a második pún háborúban fontos katonai támaszponttá fejlődte ki magát. Elea városa is része volt az ókori Magna Graecia – Dél-Itáliában fekvő görög városállamok formális, diffúz szövetségének.
A városállamok széthúzásának köszönhetően a római csapatok sorra foglalták el a környező görög poliszokat, Elea i. e. 273-ban került római fennhatóság alá, a Róma-Tarentum közti háború eredményeképpen.
Kr. e. 88-ban Elea, új néven Veliaként vált municípiummá és kapott polgári jogokat. A környéken befolyásos római polgárok, mint Marcus Tullius Cicero és a ifjabb Cato birtokoltak jól berendezett villákat.
A középkorban a romterületen a normannok felépítették Castellammare della Bruca várát. A kereskedelmi áramlatok és a kikötő feltöltése következtében a város elszegényedett, és a 9. század körül teljesen lakatlanná vált.
Napjainkban a Cilento és Vallo di Diano Nemzeti Park részét képezi. 1998-ban az UNESCO a világörökség részének nyilvánította az egykori görög város területét.

## Lásd még
- Ascea
- Paestum
- Novi Velia

## Külső hivatkozások
- Város Velia
- Velia (Információ)
- Ruins of Velia
- Cilento and Vallo di Diano National Park with the Archeological sites of Paestum and Velia, and the Certosa di Padula (A világörökségi helyszín az UNESCO listáján)